# National Library of Australia
The National Library of Australia er den største reference bibliotek i Australien, det er ansvarlig i henhold til National Library Act for "at bevare og udvikle en national samling af bibliotekets materiale, herunder en omfattende samling af bibliotekets materiale vedrørende Australien og det australske folk." I 2012-2013, bestod National Library kollektionen af 6.496.772 genstande, og yderligere 15.506 meter manuskript materiale.